# Trine 2
Trine 2 é um jogo eletrônico de ação em progressão lateral com elementos de quebra-cabeça e plataforma desenvolvido pela empresa finlandesa Frozenbyte. O jogo é uma sequência direta de Trine e foi lançado para Windows e Mac OS X em 7 de dezembro de 2011, para PS3 na PlayStation Network em 20 de dezembro de 2011 e para Xbox Live Arcade em 21 de dezembro de 2011. A versão para Linux foi lançada em 31 de março de 2012. Em 15 de novembro de 2013 foi disponibilizado na PlayStation Network para PS4 com versão gratuita para membros da PlayStation Plus disponível para download em Junho de 2014.
Uma versão director's cut do jogo foi um dos títulos de lançamento da Nintendo eShop do Wii U

## Jogabilidade
Em Trine 2, o jogador assume o controle dos três personagens principais do jogo: Amadeus, o mago; Zoya, a ladra e Pontius, o cavaleiro. No modo para um jogador, embora os três personagens sejam acessíveis durante todo o jogo, apenas um deles aparece na tela e pode ser controlado em determinado momento, sendo possível a troca instantânea entre eles ao apertar de um botão. Cada personagem possui habilidades únicas que são necessárias para o progresso do jogo: Amadeus pode levitar e interagir com objetos à longa distância, além de poder conjurar caixas e pranchas que ajudam a atingir locais inacessíveis; Zoya pode tornar-se invisível, atirar flechas e utilizar um gancho que se prende a superfícies de madeira para poder se locomover pelo cenário; Pontius possui uma espada, um escudo e uma marreta, sendo utilizado principalmente nos combates contra os inimigos.
Ao longo das fases, o jogador vai coletando pontos de experiência ao derrotar inimigos ou ao achar certos frascos mágicos espalhados pelo cenário. A cada 50 pontos de experiência, o jogador ganha um ponto de habilidade que pode ser utilizado para melhorar atributos dos personagens, como flechas explosivas para Zoya ou uma espada flamejante para Pontius. Cada personagem possui sua própria barra de vida, e se um deles morrer não poderá ser revivido até que o jogador encontre um dos vários checkpoints espalhados pelas fases. Diferentemente do primeiro jogo da série, em Trine 2 não existem itens que alteram os atributos dos personagens, como a habilidade de poder respirar embaixo da água ou bônus na barra de vida; como também não existe mais a barra de energia que restringia o uso das habilidades especiais.
No modo para vários jogadores, local ou online, um total de 3 jogadores pode jogar de forma cooperativa, sendo que cada jogador controla um personagem diferente. Dois jogadores poderão trocar de personagem se ambos concordarem com a troca. Em adição a este modo, existe também o Modo Ilimitado, onde não existe a limitação de cada jogador escolher um personagem único, sendo possível qualquer combinação entre eles (por exemplo, os três jogadores controlando sua Zoya).

## Personagens

### Amadeus
Apesar de sua eterna pesquisa para tentar aprender a magia da bola-de-fogo, a principal habilidade de Amadeus é poder materializar objetos como caixas e pranchas, além de poder interagir e mover objetos à longa distância. Inicialmente, apenas um objeto conjurado pelo mago pode existir por vez, mas com o progresso do jogo ele ganha a habilidade de poder ter vários objetos conjurados ao mesmo tempo. As caixas e pranchas conjuradas por ele se comportam como objetos comuns e obedecem às leis da física e gravidade no ambiente do jogo. A princípio, Amadeus não possui nenhuma aptidão para combate, mas ele pode usar objetos criados por ele para jogar nos inimigos ou utilizá-los como forma de bloqueio. Em Trine 2, Amadeus pode levitar inimigos da mesma forma que faz com objetos. Ele é casado com uma mulher chamada Margaret e tem três filhos, todos os quais já aprenderam a magia da bola-de-fogo.

### Zoya
Zoya possui um arco e flecha que ela usa como arma para atacar inimigos. Ela também possui um gancho que pode ser atirado em superfícies de madeira e permite que ela se pendure para pular obstáculos ou atingir lugares muito altos. Inicialmente, as flechas do arco de Zoya são normais, porém, com o progresso do jogo ela ganha a habilidade de atirar flechas de gelo ou fogo, e posteriormente flechas explosivas, que tem a propriedade de quebrar objetos e paredes com rachaduras, além de causar dano de área ao atacar inimigos. Zoya também pode ficar invisível para fugir de ataques ou resolver quebra-cabeças. Ela não liga muito para família ou outras obrigações, mas adora aventuras e tesouros.

### Pontius
Pontius é o melhor cavaleiro do reino e possui um grande senso de justiça. Pontius possui uma espada e um escudo, fazendo dele a escolha lógica para as sequências de combate do jogo. Ele pode ganhar a habilidade de espada flamejante que causa mais dano aos inimigos. Com o escudo, Pontius pode se defender de ataques físicos dos inimigos (às vezes congelando os mesmos), projéteis e objetos que caem do teto. O cavaleiro também possui uma marreta a qual ele pode jogar para atacar inimigos à distância ou quebrar objetos e superfícies com rachaduras. O ponto fraco de Pontius é a comida, o que pode ser evidenciado pelo tamanho de sua barriga.

## História
A aventura começa quando o artefato mágico Trine reúne novamente os três personagens indicando que alguma coisa não está correta. Entendendo o pedido de ajuda do Trine, Amadeus, Zoya e Pontius decidem partir novamente em uma jornada para descobrir o que está acontecendo. Durante o caminho, eles encontram com a Princesa Rosabel, uma mulher misteriosa que pede a ajuda dos heróis para libertar o seu reino da invasão dos goblins.
Antes de cada fase, uma pequena introdução é apresentada acrescentando mais detalhes sobre a história. No decorrer de cada fase é possível encontrar imagens e poemas que também adicionam mais informações. Eles contam a história das duas irmãs, Isabel e Rosabel. Desde pequena Isabel recebeu mais atenção e melhores presentes do que Rosabel, fazendo com que Rosabel ficasse com inveja e rancor. No dia do aniversário de Isabel, Rosabel a convida para uma festa surpresa num local secreto onde as duas costumavam brincar quando criança. Chegando lá, Isabel é  aprisionada por Rosabel, o que causa uma desarmonia nas florestas do reino, fazendo animais e plantas atingirem tamanhos imensos.
Ao chegar no local onde Isabel está sendo mantida refém, o trio de heróis enfrenta o dragão de estimação de Rosabel e após derrotá-lo, salvam Isabel de sua prisão. Derrotada e inconsciente, Rosabel é salva por sua irmã no local que está começando a desabar. Neste momento, o Trine aparece e leva todos para a floresta do início da aventura, onde tudo está em harmonia novamente, graças a Isabel.

## Recepção da crítica
Trine 2 foi bem recebido pela crítica, com grande destaque para seus belos gráficos, ficando com metaescore 84 (PC), 83 (Playstation 3) e 85 (Xbox 360) no site agregador de médias Metacritic. O site IGN destacou que "Trine 2 leva o jogador para um deslumbrante mundo de fantasia" e que "fãs de jogos de quebra-cabeças não ficarão desapontados". O site Destructoid afirmou que "Frozenbyte obteve êxito em entregar um lindo jogo de conto de fadas que permite ao jogador ter a liberdade para encontrar a solução dos desafios apresentados". Embora tenha dado uma avaliação favorável ao jogo, o site Joystiq afirma que "as soluções para os desafios do jogo podem ser flexíveis demais, a ponto de o jogador poder explorar o sistema ao invés de trabalhar com ele", e segue dizendo que "o combate não é muito inspirador, resumindo-se apenas a matar tudo com o cavaleiro".